# 市田宏
市田 宏（いちだ ひろし、1992年6月16日 - ） は、鹿児島県鹿児島市出身の陸上競技選手。専門は長距離走。鹿児島市立吉野中学校、鹿児島実業高校、大東文化大学卒業。旭化成陸上部に所属。双子の兄である市田孝とは中学校から実業団まで同じチームに所属している。
また、孝と共に2017年～2020年の4度、ニューイヤー駅伝優勝メンバーに名を連ねている。

## 経歴・人物

### 中学時代
双子の兄・孝とともに世代トップ選手として活躍。中学3年時には、全日本中学校選手権とジュニアオリンピックで3000mに出場し、いずれの大会でも孝が優勝、宏が準優勝とワンツーフィニッシュを決めるなど圧倒的な強さで名を馳せた。孝・宏と同い年の双子の長距離選手で、後に台頭することになる村山謙太・紘太兄弟は、全国大会での2人のワンツーフィニッシュを見て「（当時無名であった自分たちより）3000mで1分速い。しかも自分たちと同じく双子」と衝撃を受けたと語っている。
また、中学3年時には孝とともに鹿児島県代表として全国都道府県対抗駅伝に出場し、中学生区間の6区で区間賞を獲得した（孝はもう1つの中学生区間2区で区間2位。）。

### 高校時代
孝とともに鹿児島実業高校に進学。3年時には全国高校駅伝で6区を担当し区間賞を獲得。1区で区間2位と好走した孝とともに、チームの全国高校駅伝初優勝に貢献した。

### 大学時代
孝とともに大東文化大学に進学。当時の大東大は第87回箱根駅伝で予選落ちするなど低迷していたが、孝とともにダブルエースとしてチームを牽引。2年時の第89回大会予選会で3年ぶりにに予選を通過。本大会では1区区間5位と好走した。
3年時の第90回大会では1区を宏、2区を孝が担当。序盤で流れを作り大東大の5年ぶりのシード権獲得に貢献した。4年時の第91回大会では5区を担当し3人抜きの区間4位と好走し、2年連続のシード権にしている。

### 実業団時代
2015年4月に兄の孝、鹿児島実業高校時代のチームメイトである吉村大輝（流通経済大学卒）・有村優樹（明治大学卒）、市田兄弟らと同じく鹿児島県出身の大六野秀畝（明治大学卒）、村山謙太・紘太兄弟とともに旭化成に入社した。同年11月の九州実業団毎日駅伝では、孝が2区、宏は3区を担当し、実業団でも双子でのタスキリレーが実現。旭化成の3年ぶりの優勝に貢献した。
2016年2月のクロカン日本選手権に孝とともに出場し7位。初代クロカン日本一の栄冠を手にした孝と2人揃って入賞し、団体の部で優勝を果たした。
2017年のニューイヤー駅伝では6区を担当。4区の孝、5区の村山謙太と連続区間賞の流れを受け継ぎ、区間新記録を樹立する快走を見せ、チームの18年ぶりの優勝に貢献した。その後、チームは3連覇を達成し、宏も6区で3年連続区間賞を達成した。
入社5年目の2020年ニューイヤー駅伝では、3区区間9位だったが、チームは4連覇を達成した。

## 主な戦績
| 年   | 大会                                       | 種目（区間）             | 順位    | 記録          | 備考                           |
| ---- | ------------------------------------------ | ------------------------ | ------- | ------------- | ------------------------------ |
| 2007 | 第14回全国中学校駅伝大会                   | 2区（3.0km）             | 区間3位 | 9分14秒       | 5位から1位に浮上               |
| 2007 | 第34回全日本中学校陸上競技選手権大会       | 3000m                    | 2位     | 8分37秒75     | 兄・孝が優勝                   |
| 2007 | 第38回ジュニアオリンピック陸上競技大会     | 3000m                    | 2位     | 8分26秒47     | 兄・孝が優勝                   |
| 2007 | 第15回全国中学校駅伝大会                   | 4区（3.0km）             | 区間2位 | 9分05秒       | 20人抜き                       |
| 2008 | 第13回全国都道府県対抗男子駅伝競走大会     | 6区（3.0km）             | 区間賞  | 8分53秒       |                                |
| 2010 | 第63回全国高等学校総合体育大会陸上競技大会 | 3000mSC                  | 5位     | 9分04秒89     |                                |
| 2010 | 第61回全国高等学校駅伝競走大会             | 6区（5.0km）             | 区間賞  | 14分40秒      | 鹿児島実業高校 初優勝          |
| 2016 | 第99回日本陸上競技選手権大会               | クロスカントリー（12km） | 7位     | 36分36秒      |                                |
| 2017 | 第72回びわ湖毎日マラソン                   | マラソン                 | 17位    | 2時間15分15秒 | 初マラソン                     |
| 2017 | 第101回日本陸上競技選手権大会              | 3000mSC                  | 12位    | 9分06秒97     |                                |
| 2018 | 第20回記念長野マラソン                     | マラソン                 | 3位     | 2時間14分42秒 |                                |
| 2018 | 第66回全日本実業団選手権                   | 10000m                   | 13位    | 28分51秒97    | 日本人2位 (兄・孝が日本人首位) |
| 2018 | 第72回福岡国際マラソン                     | マラソン                 | 46位    | 2時間24分05秒 |                                |
| 2019 | 第68回別府大分毎日マラソン                 | マラソン                 | 15位    | 2時間12分23秒 |                                |
| 2019 | 第74回びわ湖毎日マラソン                   | マラソン                 | 49位    | 2時間19分05秒 |                                |
| 2019 | 第103回日本陸上競技選手権大会              | 5000m                    | 11位    | 13分58秒11    |                                |
| 2019 | 第103回日本陸上競技選手権大会              | 10000m                   | 22位    | 29分58秒44    |                                |
| 2019 | 第44回熊本甲佐10マイル公認ロードレース     | 10マイルロードレース     | 優勝    | 46分02秒      | 日本歴代7位                    |

### 実業団駅伝戦績
| 年度                   | 大会                               | 区間     | 区間順位 | 記録               | 備考                      |
| ---------------------- | ---------------------------------- | -------- | -------- | ------------------ | ------------------------- |
| 2015年度 （入社1年目） | 第52回九州実業団対抗毎日駅伝大会   | 3区      | 区間6位  | 29分41秒           | 旭化成優勝                |
| 2015年度 （入社1年目） | 第60回全日本実業団対抗駅伝競走大会 | 出走なし | 出走なし | 出走なし           | 旭化成7位                 |
| 2016年度 （入社2年目） | 第53回九州実業団対抗毎日駅伝大会   | 出走なし | 出走なし | 出走なし           | 旭化成2位                 |
| 2016年度 （入社2年目） | 第61回全日本実業団対抗駅伝競走大会 | 6区      | 区間賞   | 36分32秒（区間新） | 旭化成優勝                |
| 2017年度 （入社3年目） | 第54回九州実業団対抗毎日駅伝大会   | 3区      | 区間9位  | 38分45秒           | 実業団混成チーム より出場 |
| 2017年度 （入社3年目） | 第62回全日本実業団対抗駅伝競走大会 | 6区      | 区間賞   | 35分49秒（区間新） | 旭化成優勝                |
| 2018年度 （入社4年目） | 第55回九州実業団対抗毎日駅伝大会   | 6区      | 区間賞   | 32分16秒           | 旭化成優勝                |
| 2018年度 （入社4年目） | 第63回全日本実業団対抗駅伝競走大会 | 6区      | 区間賞   | 36分14秒           | 旭化成優勝                |
| 2019年度 （入社5年目） | 第56回九州実業団対抗毎日駅伝大会   | 4区      | 区間3位  | 27分36秒           | 旭化成優勝                |
| 2019年度 （入社5年目） | 第64回全日本実業団対抗駅伝競走大会 | 3区      | 区間9位  | 38分10秒           | 旭化成優勝                |
| 2020年度 （入社6年目） | 第57回九州実業団対抗毎日駅伝大会   | 出走なし | 出走なし | 出走なし           | 旭化成優勝                |
| 2020年度 （入社6年目） | 第65回全日本実業団対抗駅伝競走大会 | 出走なし | 出走なし | 出走なし           | 旭化成3位                 |